# کیارا فرانچینی
کیارا فرانچینی (ایتالیایی: Chiara Francini؛ زادهٔ ۲۰ دسامبر ۱۹۷۹) بازیگر و خواننده اهل ایتالیا است.
از فیلم‌هایی که وی در آن نقش داشته است، می‌توان به منشی‌های طبقه ششم، معجزه در سنت آنا، بدترین هفته زندگی‌ام و زن‌ها دیوانه‌ام می‌کنند اشاره کرد.